# Glicèrid

Un triacilglicerol, els acilglicèrids més importants. Part esquerra: glicerol, part dreta de dalt a baix: àcid palmític, àcid oleic, àcid linolènic.

Glicerol

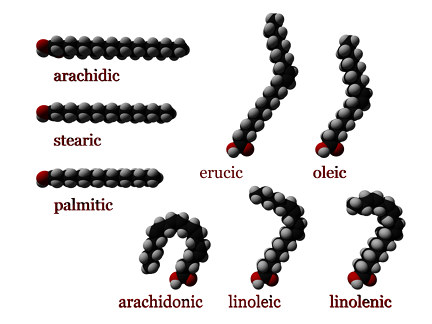
Àcid gras

Triacetina, el greix més simple possible

Els glicèrids, o més correctament coneguts com a acilglicerols, són èsters formats per glicerol i àcids grassos mitjançant una reacció de condensació anomenada esterificació.
El glicerol té tres grups funcionals hidroxil, els quals es poden estirificar amb un, dos, o tres àcids grassos formant monoacilglicèrids, diacilglicèrids, i triacilglicèrids respectivament,
Són majoritàriament presents al teixit adipós (90%). Formen part dels lípids.
Les cadenes carbonades dels àcids que reaccionen amb el glicerol, poden ser saturades o insaturades. Si són saturades, no hi ha cap enllaç carboni-carboni, i es diu que está "saturada" perquè la cadena té tots els àtoms d'hidrogen que pot arribar a encabir.

## Característiques químiques
La hidròlisi àcida (en presència d'àcid clorhídric) o enzimàtica en presència de lipasa condueix a dues fraccions: :
- Una hidrosoluble : el glicerol ;
- L'altra no soluble en aigua : l'àcid gras.

Els olis vegetals i el greix animal contenen principalment triacilglicerols, però són degradats pels enzims lipases a mono i diglicèrids i àcids grassos lliures.
La saponificació, que és una reacció que permet calcular l'índex de saponificació.
produeix el sabó el qual està format per la reacció de glicèrids amb sosa (hidròxid de sodi). El producte de la reacció és glicerol i àcids grassos. Els àcids grassos del sabó emulsionen el greixos de la brutícia permetent que l'aigua tregui la brutícia

## Tipus d'acilglicèrids
Segons el nombre d'àcids grassos que s'uneixen a la molècula de glicerina, hi ha tres tipus d'acilglicerols:
- Monoacilglicèrids. Només existeix un àcid gras unit a la molècula de glicerina. Són els precursors dels següents.
- Diacilglicèrids. La molècula de glicerina s'uneix a dos àcids grassos. Són els precursors dels triacilglicerols.
- Triacilglicèrids. També reben el nom de triacilglicerols, ja que la glicerina està unida a tres àcids grassos.

La fórmula semidesenvolupada del triacilglicerols és :
{\displaystyle {\begin{array}{lr}{\rm {{\color {Green}CH_{2}-O}-CO-{\color {Orange}R_{1}}}}\\{\color {Green}|}\\{\rm {{\color {Green}CH-O}-CO-{\color {Orange}R_{2}}}}\\{\color {Green}|}\\{\rm {{\color {Green}CH_{2}-O}-CO-{\color {Orange}R_{3}}}}\\\end{array}}}
amb R1, R₂ i R₃ tres cadenes acils.
- Els fosfoacilglicerols són els èsters d'àcid gras, defosfat i de diacilglicerol. També es diuen fosfoglicèrids

- Els glicèrids pàrcials són èsters de glicerol amb àcids grassos, on no tots els grups hidroxil estan esterificats. Com que alguns dels grups hidroxils estan lliuresla molècula és polar.

Els glicèrids parcials de cadena curta estan més altament polaritzats, i tenen propietats de solvent molt bones per a solubilitzar medicaments amb dificultat de solubilitzar-se.